# Monako na Zimowych Igrzyskach Olimpijskich 2022
Monako na Zimowych Igrzyskach Olimpijskich 2022 – występ kadry sportowców reprezentujących Monako na igrzyskach olimpijskich, które odbyły się w Pekinie, w Chińskiej Republice Ludowej, w dniach 4-20 lutego 2022 roku.
Reprezentacja Monako liczyła trzech zawodników – wyłącznie mężczyzn.
Był to jedenasty start Monako na zimowych igrzyskach olimpijskich.

## Reprezentanci

### Bobsleje
| Zawodnik                 | Konkurencja     | 1. przejazd | 1. przejazd | 2. przejazd | 2. przejazd | 3. przejazd | 3. przejazd | 4. przejazd | 4. przejazd | Suma    | Suma    | Źródło      |
| Zawodnik                 | Konkurencja     | Czas        | Miejsce     | Czas        | Miejsce     | Czas        | Miejsce     | Czas        | Miejsce     | Czas    | Miejsce | Źródło      |
| ------------------------ | --------------- | ----------- | ----------- | ----------- | ----------- | ----------- | ----------- | ----------- | ----------- | ------- | ------- | ----------- |
| Rudy Rinaldi, Boris Vain | dwójki mężczyzn | 59.62       | 9.          | 59.90       | 3.          | 59.57       | 4.          | 1:00.05     | 10.         | 3:59.14 | 6.      | [ 1 ] [ 2 ] |

### Narciarstwo alpejskie
| Zawodnik           | Konkurencja              | 1 przejazd | 1 przejazd | 2 przejazd | 2 przejazd | Łącznie | Łącznie | Źródło |
| Zawodnik           | Konkurencja              | Czas       | Pozycja    | Czas       | Pozycja    | Czas    | Pozycja | Źródło |
| ------------------ | ------------------------ | ---------- | ---------- | ---------- | ---------- | ------- | ------- | ------ |
| Arnaud Alessandria | superkombinacja mężczyzn | 1:45,79    | 15.        | 58,41      | 16.        | 2:44,20 | 13.     | [ 3 ]  |
| Arnaud Alessandria | supergigant mężczyzn     | —          | —          | —          | —          | 1:24,68 | 31.     | [ 3 ]  |
| Arnaud Alessandria | zjazd mężczyzn           | —          | —          | —          | —          | 1:46,25 | 29.     | [ 3 ]  |